# Notre Univers (série télévisée)
Notre Univers est une série documentaire britannique produite, écrite et dirigée par Naomi Austin, Stephen Cooter et Alice Jones. Elle est disponible sur la plateforme Netflix depuis le 22 novembre 2022. Narrée par Morgan Freeman et produite par BBC Studio, cette série documentaire s'étend sur 13,8 milliard d'année durant 6 épisodes de 45 minutes. Dans la première saison, elle essaie d'expliquer l'histoire de l'Univers et le lien très fort que les êtres vivants sur Terre ont avec celui-ci.
À chaque épisode, un phénomène physique est expliqué à grande échelle (celle de l'univers) mais aussi à plus petite échelle (celle d'un être vivant) et sans cesse le lien est fait entre ces deux grandeurs. 

## Synopsis
À travers 6 épisodes, Notre Univers montre le lien prépondérant entre l'histoire de l'Univers et la vie terrestre. Cette série documentaire explique 6 phénomènes bien précis : la lumière stellaire, l'horloge cosmique, les changements de saison, les éléments, l'eau et la force d'attraction. « En associant des images époustouflantes d'animaux sauvages à des effets spéciaux cosmiques stupéfiants, la série plonge les spectateurs dans une aventure fascinante qui propose d'explorer les interactions qui relient les éléments de notre milieu naturel » annonce la plateforme Netflix. De la création du soleil à la naissance d'une tortue marine, Notre univers fait appel à des techniques d'animation révolutionnaires pour mettre en scène les forces célestes incroyables qui ont donné naissance à notre système solaire. L'utilisation de caméras et d'images de synthèse de dernière génération permet aux spectateurs d'observer de près certaines des espèces animales les plus emblématiques de la Terre. Dans cette série documentaire, on se rend compte de l'immensité de l'Univers et de notre lien fort avec celui-ci. 

### Épisode 1 . La lumière stellaire
Dans ce premier épisode, on suit un guépard nommé Wa Chini dans sa quête de nourriture face à la sécheresse de l'Afrique de l'Est. On voit, à travers cette quête, le soleil comme source d'énergie vitale et son impact sur la vie terrestre. Le narrateur fait le lien entre l'univers et la vie par le Soleil tout en expliquant l'histoire de cette étoile. 

### Épisode 2. L'horloge cosmique
Dans ce second épisode, on suit le rythme de l'univers à travers un groupe de chimpanzés : on y voit la grossesse, la naissance, la vie et la mort. Cet épisode nous explique à quel point le temps sur Terre est guidé par l'univers et le système solaire. La notion de temps est redéfinie et on comprend comment sur chaque planète du système, il est différent.  

### Épisode 3. Changement de saison
Ce troisième épisode explique pourquoi il existe des changements de saison et comment il affecte la vie terrestre. Nous sommes en Alaska, et nous suivons le cycle d'hibernation d'un ours brun de 6 ans se nommant Luna. On voit ses aventures et à quel point le temps instrumente la vie de Luna et de ses deux petits, qui naitront durant son hibernation. Le temps rythme sa façon de manger, de vivre, de dormir etc. 

### Épisode 4. Éléments
Dans ce quatrième épisode, nous sommes en Australie et nous suivons le périple de Stela, une tortue. Le narrateur fait le lien entre ce qu'elle vit dans l'océan et les éléments créés par l'Univers (tel que l'hydrogène par exemple). La connexion se fait par son alimentation, sa naissance, sa nourriture ou bien même les dangers qu'elle rencontre.

### Épisode 5. Un monde d'eau
Ce cinquième épisode situe son action dans le détroit de l'Okavango au Botswana, où l'on suit un troupeau d'éléphants et notamment deux éléphanteaux Bosigo et son cousin Metsi et la grand mère Pula. Nous les suivons dans leur recherche systématique d'eau en saison de sécheresse sur la seule planète qui possède cette richesse : la Terre. Le narrateur explique alors le chemin que l'eau a parcouru pour se former sur Terre, pourquoi nous sommes la seule planète à la posséder et montre que l'eau est synonyme de vie. 

### Épisode 6. Force d'attraction
Dans ce dernier épisode, le narrateur explique comment la gravité est la grande sculptrice du cosmos. Une force d'attraction qui a bâti notre planète et qui amène deux manchots au Pôle Sud de la Terre. On comprend alors quand la gravité a commencé à exercer son attractivité sur la terre, qu'elle génère ordre mais aussi chaos et qu'elle rend la terre idéale pour la vie et l'amour. 

## Critiques
Sur le site de Sens Critique, la série se voit attribuer la note de 6,8/10 par les utilisateurs (sur la base de 53 avis le 1 mai 2023). 
La série documentaire dès sa sortie a connu majoritairement de bon retour mais quelques critiques ont pu être faites : certains ont trouvé la série trop simpliste face à l'immensité du sujet, d'autres auraient aimé plus d'information sur notre univers et moins sur les animaux...   

## Musiques
1. Our Universe 1:14 
2. Our Universe Main Title 0:33 
3. A Long Time Ago 3:43 
4. The Earth Spins 1:50 
5. Elephant Waltz 1:35 
6. Birth Of The Solar System 1:42 
7. Penguins In Love 1:58 
8. The Sun 1:12 
9. The First Taste Of Salmon 1:45 
10. Jupiter 3:08 
11. Chimps In The Trees 2:12 
12. Alaskan Summer 2:30 
13. Source Of Water 1:16 
14. Penguin Suitors 1:32 
15. Death Of A Star 3:26 
16. Baby Penguin's Cry 1:08 
17. Journey 2:01 
18. Elephants Grieve 3:16 
19. Lunchtime For Chimps 2:40 
20. Magnetic Field 1:24 
21. The Rain Returns 3:48 
22. Water Cycle 1:11 
23. Theia 3:08 
24. The Moon 1:25 
25. Solar Winds 2:44 
26. The River 1:46 
27. The Passing Of Time 1:32 
28. Hide And Seek 3:18 
29. Rebirth 4:19 
30. Photosynthesis 2:00 
31. Starlight 1:45